# Team Lazarus
Team Lazarus is een Italiaans GP2-team dat opgericht werd in 2009 door Tancredi Pagiaro, die ook GP Racing oprichtte in 1997.
In 2009 nam Lazarus deel aan de eerste drie ronden van de Euroseries 3000. Het beste resultaat hier was een vierde plaats met Diego Nunes. Andere coureurs waren Michael Herck en Michael Dalle Stelle. Het team eindigde op de zevende plaats in het kampioenschap met 12 punten.
In 2010 startte Lazarus weer in deze klasse, dat inmiddels omgedoopt was tot Auto GP, met als coureur Fabio Onidi, die het hele jaar aanbleef. Onidi behaalde vier keer de derde plaats in een race en eindigde als achtste in het kampioenschap, zijn team werd zesde bij de constructeurs met 24 punten.
In 2011 bleef Lazarus in de Auto GP rijden. Onidi bleef bij het team en Fabrizio Crestani werd toegevoegd aan het team. Onidi behaalde één overwinning in de tweede race op Monza en eindigde als vijfde met 99 punten. Crestani deed het niet veel slechter met een zesde plaats en 92 punten. Het team eindigde als derde bij de constructeurs met 190 punten. Campos Racing had weliswaar ook 190 punten, maar zij eindigden als tweede omdat ze twee overwinningen hadden tegen een van Lazarus.
In februari 2012 werd bekend dat Lazarus de overstap maakt naar de GP2 Series onder de naam "Venezuela GP Lazarus", waarbij het Super Nova Racing vervangt. Na vier jaar met weinig grote successen stapte het team uit het kampioenschap en werd het vervangen door het Prema Powerteam.